# 第20次西成暴動
第20次西成暴動（だい20じにしなりぼうどう）とは、1973年（昭和48年）4月と5月に大阪府大阪市西成区のあいりん地区（通称釜ヶ崎）で発生した日雇い労働者による暴動事件。「第20次釜ヶ崎暴動」ともいう。

## 事件の概要
1973年4月30日夜、新左翼系の釜ヶ崎共闘会議は、明日開催する「釜ヶ崎メーデー」のビラ撒きをしていた。その頃からパチンコ店のシャッターを蹴ったりするなど既に不穏な空気が立ちこめていた。
5月1日、あいりん地区内の三角公園で「釜ヶ崎メーデー」が開かれた。「悪質ベア粉砕」「西成署を粉砕せよ」と気勢をあげ、その内の一団は国鉄大阪環状線新今宮駅までデモ行進した。
その後、彼らは大阪環状線内回りの国電の後部3両目に乗り込み、事実上占拠した。鶴橋駅に到着すると、中の暴徒がプラットホームに飛び出した。そして近鉄の駅にまで侵入し、窓ガラスを割るなどした。この際の狼藉で、たまたま居合わせていた女性乗客3人に重軽傷を負わせ、駅員や鉄道公安職員にも軽傷を負わせた。
その後、彼らは元の国電に乗り込み、次の玉造駅で爆竹を投げ、その次の森ノ宮駅では駅内をデモ行進し、駅の施設を破壊した。国鉄は問題の国電後部3両目を封鎖し、環状線を1周して京橋駅で運転を取り止めた。
同日夜まであいりん地区では、暴動が散発的に起きていた。